# Glacier de Moming
Glacier de Moming – lodowiec o długości 3 km (2005 r.) i powierzchni 6,39 km² (1973 r.).
Lodowiec położony jest w Alpach Pennińskich w kantonie Valais w Szwajcarii.